# Never Ending Tour 1995
Never Ending Tour 1995 es el octavo año de la gira Never Ending Tour, una gira musical del músico estadounidense Bob Dylan realizada de forma casi ininterrumpida desde el 7 de junio de 1988.

## Trasfondo
El octavo año de la gira Never Ending Tour comenzó a mediados de abril de 1995 en la República Checa. A continuación, se trasladó a países europeos como Países Bajos, Alemania, Francia y Bélgica, antes de ofrecer varios conciertos en el Reino Unido, tres de ellos en Londres, otros tres en Manchester, dos en Edimburgo, uno en Glasgow, otro en Birmingham y otro en Belfast. La etapa europea de la gira finalizó en Dublín.
Justo un mes después, Dylan volvió a los Estados Unidos para ofrecer veintinueve conciertos, incluyendo eventos en Los Ángeles (California) y tres conciertos en Seattle (Washington). A continuación, Dylan volvió a Europa para ofrecer una etapa de diecinueve conciertos. Dylan tocó siete conciertos en Alemania, seis en España y ofreció un concierto en el Roskilde Festival.
A finales de septiembre, Dylan volvió a los Estados Unidos para una nueva etapa norteamericana que comenzó en Fort Lauderdale (Florida). La etapa finalizó el 17 de diciembre en Filadelfia después de ofrecer 115 conciertos.

## Fechas
| #                  | Fecha                    | Ciudad              | País            | Escenario                                 | Entradas vendidas/disponibles | Taquilla |
| ------------------ | ------------------------ | ------------------- | --------------- | ----------------------------------------- | ----------------------------- | -------- |
| Europa             |                          |                     |                 |                                           |                               |          |
| 1                  | 11 de marzo de 1995      | Praga               | República Checa | Kongresový sál                            | —                             | —        |
| 2                  | 12 de marzo de 1995      | Praga               | República Checa | Kongresový sál                            | —                             | —        |
| 3                  | 13 de marzo de 1995      | Praga               | República Checa | Kongresový sál                            | —                             | —        |
| 4                  | 14 de marzo de 1995      | Fürth               | Alemania        | Stadthalle Fürth                          | —                             | —        |
| 5                  | 15 de marzo de 1995      | Aschaffenburg       | Alemania        | Unterfrankenhalle                         | —                             | —        |
| 6                  | 16 de marzo de 1995      | Bielefeld           | Alemania        | Stadthalle Bielefeld                      | —                             | —        |
| 7                  | 18 de marzo de 1995      | Gröningen           | Países Bajos    | Martinihal Groningen                      | —                             | —        |
| 8                  | 19 de marzo de 1995      | Kerkrade            | Países Bajos    | Rodahal                                   | —                             | —        |
| 9                  | 20 de marzo de 1995      | Utrecht             | Países Bajos    | Muziekcentrum Vredenburg                  | —                             | —        |
| 10                 | 22 de marzo de 1995      | Lille               | Francia         | Zénith de Lille Grand Palais              | —                             | —        |
| 11                 | 23 de marzo de 1995      | Bruselas            | Bélgica         | Forest National                           | —                             | —        |
| 12                 | 24 de marzo de 1995      | París               | Francia         | Zénith de Paris                           | —                             | —        |
| 13                 | 26 de marzo de 1995      | Brighton            | Reino Unido     | Brighton Centre                           | —                             | —        |
| 14                 | 27 de marzo de 1995      | Cardiff             | Reino Unido     | Cardiff International Arena               | —                             | —        |
| 15                 | 29 de marzo de 1995      | Londres             | Reino Unido     | Brixton Academy                           | —                             | —        |
| 16                 | 30 de marzo de 1995      | Londres             | Reino Unido     | Brixton Academy                           | —                             | —        |
| 17                 | 31 de marzo de 1995      | Londres             | Reino Unido     | Brixton Academy                           | —                             | —        |
| 18                 | 2 de abril de 1995       | Birmingham          | Reino Unido     | Aston Villa Leisure Centre                | —                             | —        |
| 19                 | 3 de abril de 1995       | Manchester          | Reino Unido     | Labatts Apollo                            | —                             | —        |
| 20                 | 4 de abril de 1995       | Manchester          | Reino Unido     | Labatts Apollo                            | —                             | —        |
| 21                 | 5 de abril de 1995       | Manchester          | Reino Unido     | Labatts Apollo                            | —                             | —        |
| 22                 | 6 de abril de 1995       | Edinburgo           | Reino Unido     | Edinburgh Playhouse                       | —                             | —        |
| 23                 | 7 de abril de 1995       | Edinburgo           | Reino Unido     | Edinburgh Playhouse                       | —                             | —        |
| 24                 | 9 de abril de 1995       | Glasgow             | Reino Unido     | Scottish Exhibition and Conference Centre | —                             | —        |
| 25                 | 10 de abril de 1995      | Belfast             | Reino Unido     | King's Hall                               | —                             | —        |
| 26                 | 11 de abril de 1995      | Dublín              | Irlanda         | Point Depot                               | —                             | —        |
| Norteamérica       |                          |                     |                 |                                           |                               |          |
| 27                 | 10 de mayo de 1995       | San Diego           | Estados Unidos  | Embarcadero Amphitheater                  | —                             | —        |
| 28                 | 12 de mayo de 1995       | Las Vegas           | Estados Unidos  | The Joint                                 | —                             | —        |
| 29                 | 13 de mayo de 1995       | Las Vegas           | Estados Unidos  | Hard Rock Hotel and Casino                | —                             | —        |
| 30                 | 15 de mayo de 1995       | Palm Desert         | Estados Unidos  | McCallum Theatre                          | —                             | —        |
| 31                 | 17 de mayo de 1995       | Los Ángeles         | Estados Unidos  | Hollywood Palladium                       | —                             | —        |
| 32                 | 18 de mayo de 1995       | Los Ángeles         | Estados Unidos  | Hollywood Palladium                       | —                             | —        |
| 33                 | 19 de mayo de 1995       | Los Ángeles         | Estados Unidos  | Hollywood Palladium                       | —                             | —        |
| 34                 | 20 de mayo de 1995       | Santa Bárbara       | Estados Unidos  | Santa Barbara Bowl                        | —                             | —        |
| 35                 | 22 de mayo de 1995       | San Francisco       | Estados Unidos  | The Warfield                              | —                             | —        |
| 36                 | 23 de mayo de 1995       | San Francisco       | Estados Unidos  | The Warfield                              | —                             | —        |
| 37                 | 25 de mayo de 1995       | Berkeley            | Estados Unidos  | Berkeley Community Theatre                | —                             | —        |
| 38                 | 26 de mayo de 1995       | Berkeley            | Estados Unidos  | Berkeley Community Theatre                | —                             | —        |
| 39                 | 27 de mayo de 1995       | Monterey            | Estados Unidos  | Mazda Raceway Laguna Seca                 | —                             | —        |
| 40                 | 28 de mayo de 1995       | Reno                | Estados Unidos  | Reno Hilton Amphitheater                  | —                             | —        |
| 41                 | 30 de mayo de 1995       | Eugene              | Estados Unidos  | Hult Center for the Performing Arts       | —                             | —        |
| 42                 | 31 de mayo de 1995       | Eugene              | Estados Unidos  | Hult Center for the Performing Arts       | —                             | —        |
| 43                 | 2 de junio de 1995       | Seattle             | Estados Unidos  | Paramount Theatre                         | —                             | —        |
| 44                 | 3 de junio de 1995       | Seattle             | Estados Unidos  | Paramount Theatre                         | —                             | —        |
| 45                 | 4 de junio de 1995       | Seattle             | Estados Unidos  | Paramount Theatre                         | —                             | —        |
| 46                 | 6 de junio de 1995       | Portland            | Estados Unidos  | Arlene Schnitzer Concert Hall             | —                             | —        |
| 47                 | 7 de junio de 1995       | Spokane             | Estados Unidos  | Riverfront Park                           | —                             | —        |
| 48                 | 15 de junio de 1995      | Highgate            | Estados Unidos  | Franklin County Airport                   | —                             | —        |
| 49                 | 16 de junio de 1995      | Boston              | Estados Unidos  | Harborlights Pavilion                     | —                             | —        |
| 50                 | 18 de junio de 1995      | East Rutherford     | Estados Unidos  | Giants Stadium                            | —                             | —        |
| 51                 | 19 de junio de 1995      | East Rutherford     | Estados Unidos  | Giants Stadium                            | —                             | —        |
| 52                 | 21 de junio de 1995      | Filadelfia          | Estados Unidos  | Theater of Living Arts                    | —                             | —        |
| 53                 | 22 de junio de 1995      | Filadelfia          | Estados Unidos  | Theater of Living Arts                    | —                             | —        |
| 54                 | 24 de junio de 1995      | Washington D. C.    | Estados Unidos  | RFK Stadium                               | —                             | —        |
| 55                 | 25 de junio de 1995      | Washington D. C.    | Estados Unidos  | RFK Stadium                               | —                             | —        |
| Europa             |                          |                     |                 |                                           |                               |          |
| 56                 | 29 de junio de 1995      | Oslo                | Noruega         | Oslo Spektrum                             | —                             | —        |
| 57                 | 1 de julio de 1995       | Roskilde            | Dinamarca       | Dyrskuepladsen                            | —                             | —        |
| 58                 | 2 de julio de 1995       | Hamburgo            | Alemania        | Stadtpark                                 | —                             | —        |
| 59                 | 3 de julio de 1995       | Hannover            | Alemania        | Musik Halle                               | —                             | —        |
| 60                 | 4 de julio de 1995       | Berlín              | Alemania        | Tempodrom                                 | —                             | —        |
| 61                 | 7 de julio de 1995       | Glauchau            | Alemania        | Freilichtbühne                            | —                             | —        |
| 62                 | 8 de julio de 1995       | Munich              | Alemania        | Terminal 1                                | —                             | —        |
| 63                 | 10 de julio de 1995      | Stuttgart           | Alemania        | Kongresszentrum                           | —                             | —        |
| 64                 | 12 de julio de 1995      | Dortmund            | Alemania        | Westfalenhalle                            | —                             | —        |
| 65                 | 14 de julio de 1995      | Stratford-upon-Avon | Reino Unido     | Long Marston Airfield                     | —                             | —        |
| 66                 | 16 de julio de 1995      | Bilbao              | España          | Plaza de Toros                            | —                             | —        |
| 67                 | 19 de julio de 1995      | Madrid              | España          | Sala La Riviera                           | —                             | —        |
| 68                 | 20 de julio de 1995      | Cartagena           | España          | Puerto Deportivo de Cartagena             | —                             | —        |
| 69                 | 21 de julio de 1995      | Valencia            | España          | Pabellón de Deportes                      | —                             | —        |
| 70                 | 24 de julio de 1995      | Barcelona           | España          | Pueblo Español                            | —                             | —        |
| 71                 | 25 de julio de 1995      | Zaragoza            | España          | Príncipe Felipe Arena                     | —                             | —        |
| 72                 | 27 de julio de 1995      | Montpellier         | Francia         | Espace Grammont                           | —                             | —        |
| 73                 | 28 de julio de 1995      | Vienne              | Francia         | Theatre Romain Antique                    | —                             | —        |
| 74                 | 30 de julio de 1995      | Vaud                | Suiza           | Nyon                                      | —                             | —        |
| Fall Classics Tour |                          |                     |                 |                                           |                               |          |
| 75                 | 27 de septiembre de 1995 | North Fort Myers    | Estados Unidos  | Lee County Civic Center                   | —                             | —        |
| 76                 | 28 de septiembre de 1995 | Sunrise             | Estados Unidos  | Sunrise Music Theater                     | —                             | —        |
| 77                 | 29 de septiembre de 1995 | Sunrise             | Estados Unidos  | Sunrise Music Theater                     | —                             | —        |
| 78                 | 30 de septiembre de 1995 | Tampa               | Estados Unidos  | USF Sun Dome                              | —                             | —        |
| 79                 | 2 de octubre de 1995     | Fort Pierce         | Estados Unidos  | County Civic Center                       | —                             | —        |
| 80                 | 5 de octubre de 1995     | Orlando             | Estados Unidos  | University Arena                          | —                             | —        |
| 81                 | 6 de octubre de 1995     | Jacksonville        | Estados Unidos  | Riverview Music Arena                     | —                             | —        |
| 82                 | 7 de octubre de 1995     | Charleston          | Estados Unidos  | King Street Palace                        | —                             | —        |
| 83                 | 9 de octubre de 1995     | Savannah            | Estados Unidos  | Savannah Civic Center                     | —                             | —        |
| 84                 | 10 de octubre de 1995    | Augusta             | Estados Unidos  | Bell Auditorium                           | —                             | —        |
| 85                 | 11 de octubre de 1995    | Atlanta             | Estados Unidos  | Fox Theatre                               | —                             | —        |
| 86                 | 12 de octubre de 1995    | Dothan              | Estados Unidos  | The Dothan Civic Center                   | —                             | —        |
| 87                 | 14 de octubre de 1995    | Biloxi              | Estados Unidos  | Mississippi Coast Coliseum                | —                             | —        |
| 88                 | 15 de octubre de 1995    | Thibodaux           | Estados Unidos  | Thibodaux Civic Center                    | —                             | —        |
| 89                 | 16 de octubre de 1995    | New Orleans         | Estados Unidos  | McAlister Auditorium                      | —                             | —        |
| 90                 | 18 de octubre de 1995    | Birmingham          | Estados Unidos  | Alabama Theatre                           | —                             | —        |
| 91                 | 19 de octubre de 1995    | Memphis             | Estados Unidos  | Mud Island Amphitheatre                   | —                             | —        |
| 92                 | 24 de octubre de 1995    | Minneapolis         | Estados Unidos  | Target Center                             | —                             | —        |
| 93                 | 25 de octubre de 1995    | Rockford            | Estados Unidos  | Coronado Theatre                          | —                             | —        |
| 94                 | 26 de octubre de 1995    | Bloomington         | Estados Unidos  | Bloomington University Auditorium         | —                             | —        |
| 95                 | 27 de octubre de 1995    | St. Louis           | Estados Unidos  | American Theater                          | —                             | —        |
| 96                 | 29 de octubre de 1995    | Springfield         | Estados Unidos  | Juanita K. Hammons Hall                   | —                             | —        |
| 97                 | 30 de octubre de 1995    | Little Rock         | Estados Unidos  | Robinson Auditorium                       | —                             | —        |
| 98                 | 1 de noviembre de 1995   | Houston             | Estados Unidos  | Houston Music Hall                        | —                             | —        |
| 99                 | 3 de noviembre de 1995   | San Antonio         | Estados Unidos  | Majestic Theatre                          | —                             | —        |
| 100                | 4 de noviembre de 1995   | Austin              | Estados Unidos  | Austin Music Hall                         | —                             | —        |
| 101                | 5 de noviembre de 1995   | Austin              | Estados Unidos  | Austin Music Hall                         | —                             | —        |
| 102                | 7 de noviembre de 1995   | Dallas              | Estados Unidos  | Dallas Music Complex                      | —                             | —        |
| 103                | 9 de noviembre de 1995   | Phoenix             | Estados Unidos  | Phoenix Symphony Hall                     | —                             | —        |
| 104                | 10 de noviembre de 1995  | Las Vegas           | Estados Unidos  | The Joint                                 | —                             | —        |
| 105                | 11 de noviembre de 1995  | Las Vegas           | Estados Unidos  | The Joint                                 | —                             | —        |
| Paradise Lost Tour |                          |                     |                 |                                           |                               |          |
| 106                | 7 de diciembre de 1995   | Danbury             | Estados Unidos  | O'Neill Center                            | —                             | —        |
| 107                | 8 de diciembre de 1995   | Worcester           | Estados Unidos  | Worcester Memorial Auditorium             | —                             | —        |
| 108                | 9 de diciembre de 1995   | Boston              | Estados Unidos  | The Orpheum                               | —                             | —        |
| 109                | 10 de diciembre de 1995  | Boston              | Estados Unidos  | The Orpheum                               | —                             | —        |
| 110                | 11 de diciembre de 1995  | Nueva York          | Estados Unidos  | Beacon Theater                            | —                             | —        |
| 111                | 13 de diciembre de 1995  | Bethlehem           | Estados Unidos  | Stabler Arena                             | —                             | —        |
| 112                | 14 de diciembre de 1995  | Nueva York          | Estados Unidos  | Beacon Theatre                            | —                             | —        |
| 113                | 15 de diciembre de 1995  | Filadelfia          | Estados Unidos  | Electric Factory                          | —                             | —        |
| 114                | 16 de diciembre de 1995  | Filadelfia          | Estados Unidos  | Electric Factory                          | —                             | —        |
| 115                | 17 de diciembre de 1995  | Filadelfia          | Estados Unidos  | Electric Factory                          | —                             | —        |